# Diecezja Mati
Diecezja  Mati, diecezja rzymskokatolicka na Filipinach. Powstała w 1984 z terenu archidiecezji Tagum.

## Lista biskupów
- Patricio Alo (1984–2014)
- Abel Apigo (od 2018)